# Anopheles brumpti
Anopheles brumpti är en tvåvingeart som beskrevs av Hamon och Rickenbach 1955. Anopheles brumpti ingår i släktet Anopheles och familjen stickmyggor. Inga underarter finns listade i Catalogue of Life.